# Krukt megma
Krukt megma är en spindelart som beskrevs av Raven och Kylie S. Stumkat 2005. Krukt megma ingår i släktet Krukt och familjen Zoropsidae.
Artens utbredningsområde är Queensland. Inga underarter finns listade i Catalogue of Life.